# أحمد جابر عفيف
أحمد جابر عفيف  (1928-2010) ولد العفيف بمدينة بيت الفقيه بمحافظة الحديدة ، يعد أحد المناظلين حيث شارك في عدد من التحولات في اليمن وكان أحد أهم وزراء أثناء فترة الرئيسين عبد الرحمن الإرياني وإبراهيم الحمدي حيث تولى منصب وزير التربية والتعليم كما كان له دور كبير في إنشاء جامعة صنعاء التي رأسها منذ إنشائها ثم بعد ذلم تفرغ للعمل الثقافي ودعم الحركة الثقافة والفكر والأدب من خلال مؤسسة العفيف الثقافية وهي أول مؤسسة يمنية تعنى بشؤون الأدب والثقافة والبحث العلمي.

## مؤلفات
- الحركة الوطنية في اليمن ، دار الفكر دمشق 1982
- البيضاني يرد على البيضاني 1984
- شاهد على اليمن أشياء من الذاكرة ، مؤسسة العفيف الثقافية ، 2000 .